# 오스트로네시아어족
오스트로네시아어족(Austronesia語族) 혹은 남도어족(南島語族)은 동남아시아와 마다가스카르, 태평양 지역에 걸쳐 널리 사용되고 있는 여러 언어들의 어족이다. 세계에서 다섯 번째로 화자 수가 많은 어족으로 세계 인구의 약 4.9%인 3억 8600만 명이 오스트로네시아어족 언어를 사용한다. 화자 수가 가장 많은 주요 언어로는 말레이어(인도네시아어와 말레이시아어), 자와어, 타갈로그어 등이 있다. 오스트로네시아어족에는 약 1,257개의 언어가 속하여 세계에서 두 번째로 많은 언어를 포함하는 어족이다.
말레이 제도와 태평양의 언어들이 서로 비슷하다는 사실은 1706년에 네덜란드 학자 아드리안 렐란트가 처음 지적하였다. 19세기에는 빌헬름 폰 훔볼트, 헤르만 반데르튀크 등의 학자들이 이 언어들에 비교 재구의 방법을 적용하기 시작했고, 20세기에 들어 독일 학자 오토 뎀프볼프가 처음으로 오스트로네시아어족의 역사에 대한 포괄적 연구를 내놓았다. 그는 모든 오스트로네시아어의 조상 언어인 오스트로네시아조어의 어휘 목록을 처음으로 제시하였다. 오스트로네시아어(독일어: Austronesisch)라는 이름은 오스트리아 학자 빌헬름 슈미트가 1899년에 발표한 논문에서 붙인 이름인데, 남풍을 의미하는 라틴어 auster와 섬을 뜻하는 희랍어 nêsos의 합성어이다. 그 이름처럼 오스트로네시아어의 대부분은 섬에서 쓰이고, 말레이어와 참어처럼 대륙 본토에서 비롯한 언어는 수가 적다. 많은 오스트로네시아어는 화자 수가 매우 적지만 주요 언어들은 화자 수가 수천만에 이르며, 말레이어의 경우는 2억 5천만 명에 달해 세계에서 여덟 번째로 많이 쓰이는 언어이다. 오스트로네시아 언어 중 약 스무 개는 국가 공용어로 지정되어 있다.
출처에 따라 셈이 조금씩 다르지만 오스트로네시아어족과 니제르콩고어족은 세계에서 가장 큰 두 어족으로서 각각 세계 언어의 1/5에 이르는 언어를 포함한다. 유럽인의 식민지 건설로 인도유럽어족이 팽창하기 전까지 오스트로네시아어족은 다른 어떤 어족보다도 널리 분포하였으며 그 영역은 아프리카 남동해안의 마다가스카르로부터 동태평양의 이스터섬까지 미쳤다. 이 영역의 가장 바깥쪽에 분포하는 언어들로 마다가스카르의 말라가시어, 이스터섬의 라파누이어, 하와이 제도의 하와이어를 꼽을 수 있다.
오스트로네시아어족은 여러 어파로 나뉘며 이 중 말레이폴리네시아어파를 제외한 나머지는 모두 대만에서만 쓰인다. 이 나머지를 통틀어 대만 제어(영어: Formosan languages)라 부르며 이들의 분류에 대해서는 논란이 많다. 대만 제어는 많게는 아홉 개의 어파로 분류된다. 대만 바깥의 모든 언어와 대만 근해의 야미어는 말레이폴리네시아어파에 속한다.
대부분의 오스트로네시아어는 문자 기록의 역사가 오래되지 않았다. 따라서 오스트로네시아조어에 이르는 오래된 단계의 모습들을 재구한 일은 매우 놀라운 성취라 할 수 있다. 오스트로네시아어로 된 가장 오래된 기록은 (비록 인도유럽어족의 영향이 있지만) 늦어도 6세기 중반에 참어로 기록된 동옌쩌우 비문이다.

## 구조
오스트로네시아어족처럼 다양한 언어를 포함하는 어족을 일반화해서 설명하기란 쉽지 않다. 거칠게 나누면 오스트로네시아 언어는 필리핀형, 인도네시아형, 탈인도네시아형 언어로 구분할 수 있다. (Ross 2002)
- 필리핀형 언어에는 필리핀 언어 외에도 타이완, 사바, 북술라웨시, 마다가스카르의 언어들이 속한다. 필리핀형 언어의 특징은 오스트로네시아 정렬이라 불리는 오스트로네시아 고유의 태 체계를 유지하고 있다는 것이다. 이 체계에서는 일반적으로 3~4 종류의 태를 통해 ‘주어‘/’주제어’가 나타내는 의미역이 무엇인지 표시한다. 주어의 의미역은 행위자, 피행위자, 장소, 수혜자, 도구 따위가 될 수 있다. 이 현상은 흔히 ‘중심’(focus)이라고도 한다. 어떤 태를 사용하느냐 하는 것은 논항의 한정성에도 영향을 받는다. 필리핀형 언어의 어순은 동사가 처음에 오는 VSO형 또는 VOS형인 경향이 크다.
- 인도네시아형 언어는 보다 새로운 유형으로서 말레이시아와 인도네시아 서부에 잘 나타나며, 원래의 태 체계가 축소되어 ‘행위자태’와 ‘피행위자태’ 두 가지만을 구분한다. 사라진 태의 역할은 적용태가 대신한다. (적용태는 본디 두 가지가 있는데, 보다 직접적인 *-i와 보다 사격에 가까운 *-an/-[a]kən이다.) 적용태는 ‘피행위자’의 의미역을 바꾸어 준다. 인도네시아형 언어의 또다른 특징은 전접어 대명사가 존재한다는 것이다. 필리핀형 언어와 달리 어순은 동사가 두 번째로 오는 경향이 크다. 바탁어군, 카위어, 발리어, 사삭어 등 몇몇 언어는 필리핀형 언어와 인도네시아형 언어의 중간 단계와 같은 성격을 띤다.
- 탈인도네시아형 언어에서는 원래의 태 체계가 완전히 무너졌으며 태를 표시하던 접사들은 원래의 기능을 잃어버렸다.

하와이어의 위키위키(wiki-wiki) 같은 표현에서 볼 수 있듯이, 오스트로네시아 언어들은 다양한 용도로 첩어를 사용하는 경향이 있다. 대부분의 오스트로네시아 언어는 음절 구조가 단순하고 음소 개수가 적다.

## 어휘
오스트로네시아어족은 일련의 동계어 집합에 비교 재구 방법론을 적용함으로써 확립되었다. 여기서 동계어 집합이란, 소리와 의미가 비슷하며 오스트로네시아조어의 동일한 단어에서 나왔음을 보일 수 있는 단어들의 모임을 말한다. 어떤 동계어 집합은 매우 안정적이다. 오스트로네시아어족 최북단의 부눈어와 아미스어부터 최남단의 마오리어에 이르기까지 수많은 오스트로네시아 언어에서 ‘눈(目)’을 뜻하는 단어는 ‘mata’로 똑같다. 다른 단어들은 이보다 더 재구하기 어렵다. ‘둘(2)’을 뜻하는 단어도 오스트로네시아어족의 영역 전체에서 쓰인다는 점에서 안정적이지만, 부눈어에서 ‘dusa’, 아미스어에서 ‘tusa’, 마오리어에서 ‘rua’로 나타나는 등, 그 형태를 알아보려면 어느 정도 언어학적 훈련이 필요하다. 오스트로네시아 기초어휘 데이터베이스는 동계어 관계가 표시된 약 1000개의 오스트로네시아 언어의 단어 목록을 제공한다.
다음의 두 표는 다양한 오스트로네시아 언어에서 1부터 10까지의 수사와 아홉 개 어휘의 모습을 비교한 것이다.
| 수사 1-10                             | 1                | 2                     | 3             | 4        | 5       | 6        | 7                 | 8             | 9                         | 10                 |
| ------------------------------------- | ---------------- | --------------------- | ------------- | -------- | ------- | -------- | ----------------- | ------------- | ------------------------- | ------------------ |
| 오스트로네시아조어                    | *əsa *isa        | *duSa                 | *təlu         | *Səpat   | *lima   | *ənəm    | *pitu             | *walu         | *Siwa                     | *(sa-)puluq        |
| 대만 제어                             | 1                | 2                     | 3             | 4        | 5       | 6        | 7                 | 8             | 9                         | 10                 |
| 아타얄어                              | qutux            | sazing                | cyugal        | payat    | magal   | mtzyu    | mpitu             | mspat         | mqeru                     | mopuw              |
| 세에디크어                            | kingal           | daha                  | teru          | sepac    | rima    | mmteru   | mpitu             | mmsepac       | mngari                    | maxal              |
| 트루쿠어                              | kingal           | dha                   | tru           | spat     | rima    | mataru   | empitu            | maspat        | mngari                    | maxal              |
| 사오어                                | taha             | tusha                 | turu          | shpat    | tarima  | katuru   | pitu              | kashpat       | tanathu                   | makthin            |
| 파포라어                              | tanu             | nya                   | tul           | pat      | lima    | minum    | pitu              | mehal         | mesi                      | metsi              |
| 바부자어                              | nata             | naroa                 | natura        | naspat   | nahop   | naitu    | naito             | natap         | maitu                     | tsihet             |
| 타오카스어                            | tatanu           | rua                   | tool'a        | lapat    | hasap   | tahap    | yuweto            | mahalpat      | tanaso                    | tais'id            |
| 파제흐어                              | adang            | dusa                  | tu'u          | supat    | xasep   | xasebuza | xasebidusa        | xasebitu'u    | xasebisupat               | isit               |
| 사이시야트어                          | 'aeihae'         | roSa'                 | to:lo'        | Sopat    | haseb   | SayboSi: | SayboSi: 'aeihae' | maykaSpat     | hae'hae'                  | lampez             |
| 초우어                                | coni             | yuso                  | tuyu          | sʉptʉ    | eimo    | nomʉ     | pitu              | voyu          | sio                       | maskʉ              |
| 부눈어                                | tasʔa            | dusa                  | tau           | paat     | hima    | nuum     | pitu              | vau           | siva                      | masʔan             |
| 루카이어                              | itha             | drusa                 | tulru         | supate   | lrima   | eneme    | pitu              | valru         | bangate                   | pulruku            |
| 파이완어                              | ita              | drusa                 | tjelu         | sepatj   | lima    | enem     | pitju             | alu           | siva                      | tapuluq            |
| 푸유마어                              | isa              | zuwa                  | telu          | pat      | lima    | unem     | pitu              | walu          | iwa                       | pulu'              |
| 크바란어                              | usiq             | uzusa                 | utulu         | uspat    | ulima   | unem     | upitu             | uwalu         | usiwa                     | rabtin             |
| 바사이어                              | tsa              | lusa                  | tsu           | səpat    | tsjima  | anəm     | pitu              | wasu          | siwa                      | labatan            |
| 아미스어                              | cecay            | tosa                  | tolo          | spat     | lima    | enem     | pito              | falo          | siwa                      | mo^tep             |
| 사키자야어                            | cacay            | tosa                  | tolo          | sepat    | lima    | enem     | pito              | walo          | siwa                      | cacay a bataan     |
| 시라야어                              | sasaat           | duha                  | turu          | tapat    | tu-rima | tu-num   | pitu              | pipa          | kuda                      | keteng             |
| 타이보안어                            | tsaha'           | ruha                  | toho          | paha'    | hima    | lom      | kito'             | kipa'         | matuha                    | kaipien            |
| 마카타오어                            | na-saad          | ra-ruha               | ra-ruma       | ra-sipat | ra-lima | ra-hurum | ra-pito           | ra-haru       | ra-siwa                   | ra-kaitian         |
| 야미어                                | asa              | dora                  | atlo          | apat     | lima    | anem     | pito              | wao           | siyam                     | poo                |
| 카우카우트어                          | is               | zus                   | dor           | sop      | rim     | ən       | pit               | ar            | siu                       | tor                |
| 말레이폴리네시아어파                  | 1                | 2                     | 3             | 4        | 5       | 6        | 7                 | 8             | 9                         | 10                 |
| 말레이폴리네시아조어                  | *əsa *isa        | *duha                 | *təlu         | *əpat    | *lima   | *ənəm    | *pitu             | *walu         | *siwa                     | *puluq             |
| 아체어                                | sa               | duwa                  | lhee          | peuet    | limong  | nam      | tujoh             | lapan         | sikureueng                | siploh             |
| 발리어                                | besik siki       | dua                   | telu          | papat    | lime    | nenem    | pitu              | kutus         | sia                       | dasa               |
| 반자르어                              | asa              | dua                   | talu          | ampat    | lima    | anam     | pitu              | walu          | sanga                     | sapuluh            |
| 토바바탁어                            | sada             | dua                   | tolu          | opat     | lima    | onom     | pitu              | ualu          | sia                       | sampulu            |
| 부기어                                | ceddi            | dua                   | tellu         | empa     | lima    | enneng   | pitu              | arua          | asera                     | seppulo            |
| 찌아찌아어                            | dise ise         | rua ghua              | tolu          | pa'a     | lima    | no'o     | picu              | walu oalu     | siua                      | ompulu             |
| 참어                                  | sa               | dua                   | klau          | pak      | lima    | nam      | tujuh             | dalapan       | salapan                   | sapluh             |
| 고대 자와어                           | sa (sa' / sak)   | rwa                   | tĕlu          | pāt      | lima    | nĕm      | pitu              | walu          | sanga                     | sapuluh            |
| 자와어(크라마)                        | setunggal        | kalih                 | tiga          | sekawan  | gangsal | enem     | pitu              | wolu          | sanga                     | sedasa             |
| 자와어(응오코)                        | siji ← sahiji    | loro ← ka-rwa (ka-ro) | telu          | papat    | lima    | enem     | pitu              | wolu          | sanga                     | sepuluh            |
| 빠따니 말레이어                       | so               | duwo                  | tigo          | pak      | limo    | ne       | tujoh             | lape          | smile                     | spuloh             |
| 마두라어                              | settong          | dhuwa'                | tello'        | empa'    | lema'   | ennem    | petto'            | ballu'        | sanga'                    | sapolo             |
| 마카사르어                            | se're            | rua                   | tallu         | appa'    | lima    | annang   | tuju              | sangantuju    | salapang                  | sampulo            |
| 말레이어 (인도네시아어, 말레이시아어) | sa/se satu suatu | dua                   | tiga          | empat    | lima    | enam     | tujuh             | delapan lapan | sembilan                  | sepuluh            |
| 미낭카바우어                          | ciek             | duo                   | tigo          | ampek    | limo    | anam     | tujuah            | salapan       | sambilan                  | sapuluah           |
| 모켄어                                | cha:?            | thuwa:?               | teloj (təlɔy) | pa:t     | lema:?  | nam      | luɟuːk            | waloj (walɔy) | chewaj (cʰɛwaːy / sɛwaːy) | cepoh              |
| 르장어                                | do               | duai                  | tlau          | pat      | lêmo    | num      | tujuak            | dêlapên       | sêmbilan                  | sêpuluak           |
| 사삭어                                | sekek            | due                   | telo          | empat    | lime    | enam     | pituk             | baluk         | siwak                     | sepulu             |
| 순다어                                | hiji             | dua                   | tilu          | opat     | lima    | genep    | tujuh             | dalapan       | salapan                   | sapuluh            |
| 트렝가누 말레이어                     | se               | duwe                  | tige          | pak      | lime    | nang     | tujoh             | lapang        | smilang                   | spuloh             |
| 테툼어                                | ida              | rua                   | tolu          | hat      | lima    | nen      | hitu              | ualu          | sia                       | sanulu             |
| 차트어                                | sa˧ ta˩          | tʰua˩                 | kiə˧          | pa˨˦     | ma˧     | naːn˧˨   | su˥               | paːn˧˨        | tʰu˩ paːn˧˨               | piu˥               |
| 일로코어                              | maysa            | dua                   | tallo         | uppat    | lima    | innem    | pito              | walo          | siam                      | sangapulo          |
| 이바나그어                            | tadday           | duwa                  | tallu         | appa'    | lima    | annam    | pitu              | walu          | siyam                     | mafulu             |
| 팡가시난어                            | sakey            | duwa                  | talo          | apat     | lima    | anem     | pito              | walo          | siyam                     | samplo             |
| 팜팡가어                              | métung isá       | adwá                  | atlú          | ápat     | limá    | ánam     | pitú              | walú          | siám                      | apúlu              |
| 타갈로그어                            | isá              | dalawá                | tatló         | apat     | limá    | anim     | pitó              | waló          | siyám                     | sampû              |
| 비콜어                                | sarô             | duwá                  | tuló          | apat     | limá    | anom     | pitó              | waló          | siyám                     | sampulû            |
| 아클라논어                            | isaea sambilog   | daywa                 | tatlo         | ap-at    | lima    | an-om    | pito              | waeo          | siyam                     | napueo             |
| 카라이아어                            | (i)sara          | darwa                 | tatlo         | apat     | lima    | anəm     | pito              | walo          | siyam                     | napulo             |
| 온한어                                | isya             | darwa                 | tatlo         | upat     | lima    | an-om    | pito              | walo          | siyam                     | sampulo            |
| 롬블로마논어                          | isa              | duha                  | tuyo          | upat     | lima    | onum     | pito              | wayo          | siyam                     | napuyo             |
| 마스바테어                            | isad usad        | duwa duha             | tulo          | upat     | lima    | unom     | pito              | walo          | siyam                     | napulo             |
| 힐리가이논어                          | isa              | duha                  | tatlo         | apat     | lima    | anom     | pito              | walo          | siyam                     | napulo             |
| 세부어                                | usa              | duha                  | tulo          | upat     | lima    | unom     | pito              | walo          | siyam                     | napulo pulo        |
| 와라이어                              | usa              | duha                  | tulo          | upat     | lima    | unom     | pito              | walo          | siyam                     | napulò             |
| 타우수그어                            | isa              | duwa                  | tū            | upat     | lima    | unum     | pitu              | walu          | siyam                     | hangpu'            |
| 마라나오어                            | isa              | dua                   | telu          | pat      | lima    | nem      | pitu              | ualu          | siau                      | sapulu'            |
| 라왕안어                              | eray             | duaq                  | toluu         | opaat    | limaq   | jawatn   | turu              | walo          | sie                       | sepuluh            |
| 룬바왕어                              | eceh             | dueh                  | teluh         | epat     | limeh   | enem     | tudu'             | waluh         | liwa'                     | pulu'              |
| 두순어                                | iso              | duo                   | tolu          | apat     | limo    | onom     | turu              | walu          | siam                      | hopod              |
| 말라가시어                            | isa iray         | roa                   | telo          | efatra   | dimy    | enina    | fito              | valo          | sivy                      | folo               |
| 상이르어                              | sembau           | darua                 | tatelu        | epa      | lima    | eneng    | pitu              | walu          | sio                       | mapulo             |
| 오세아니아어군                        | 1                | 2                     | 3             | 4        | 5       | 6        | 7                 | 8             | 9                         | 10                 |
| 피지어                                | dua              | rua                   | tolu          | vaa      | lima    | ono      | vitu              | walu          | ciwa                      | tini               |
| 하와이어                              | 'e-kahi          | 'e-lua                | 'e-kolu       | 'e-hā    | 'e-lima | 'e-ono   | 'e-hiku           | 'e-walu       | 'e-iwa                    | 'umi               |
| 키리바시어                            | teuana           | uoua                  | tenua         | aua      | nimaua  | onoua    | itua              | wanua         | ruaiwa                    | tebwina            |
| 마오리어                              | tahi             | rua                   | toru          | whā      | rima    | ono      | whitu             | waru          | iwa                       | tekau ngahuru      |
| 마셜어                                | juon             | ruo                   | jilu          | emān     | ļalem   | jiljino  | jimjuon           | ralitōk       | ratimjuon                 | jon̄oul             |
| 모투어                                | ta               | rua                   | toi           | hani     | ima     | tauratoi | hitu              | taurahani     | taurahani-ta              | gwauta             |
| 니우에어                              | taha             | ua                    | tolu          | fā       | lima    | ono      | fitu              | valu          | hiva                      | hogofulu           |
| 라파누이어                            | tahi             | rua                   | toru          | hā       | rima    | ono      | hitu              | va'u          | iva                       | angahuru           |
| 라로통아어                            | ta'i             | rua                   | toru          | 'ā       | rima    | ono      | 'itu              | varu          | iva                       | nga'uru            |
| 로투마어                              | ta               | rua                   | folu          | hake     | lima    | ono      | hifu              | vạlu          | siva                      | saghulu            |
| 사모아어                              | tasi             | lua                   | tolu          | fa       | lima    | ono      | fitu              | valu          | iva                       | sefulu             |
| 사모아어(K형)                         | kasi             | lua                   | kolu          | fa       | lima    | ogo      | fiku              | valu          | iva                       | sefulu             |
| 타히티어                              | hō'ē tahi        | piti                  | toru          | maha     | pae     | ōno      | hitu              | va'u          | iva                       | hō'ē 'ahuru        |
| 통가어                                | taha             | ua                    | tolu          | fa       | nima    | ono      | fitu              | valu          | hiva                      | hongofulu taha noa |
| 추크어                                | eet              | érúúw                 | één           | fáán     | niim    | woon     | fúús              | waan          | ttiw                      | engoon             |
| 투발루어                              | tahi tasi        | lua                   | tolu          | fa       | lima    | ono      | fitu              | valu          | iva                       | sefulu             |

| 한국어             | 사람                     | 집                  | 개            | 길            | 날              | 새롭다        | 우리(대명사)                        | 무엇                   | 불                |
| ------------------ | ------------------------ | ------------------- | ------------- | ------------- | --------------- | ------------- | ----------------------------------- | ---------------------- | ----------------- |
| 오스트로네시아조어 | *Cau                     | *balay, *Rumaq      | *asu          | *zalan        | *qaləjaw, *waRi | *baqəRu       | *kita, *kami                        | *anu, *apa             | *Sapuy            |
| 테툼어             | ema                      | uma                 | asu           | dalan         | loron           | foun          | ita                                 | saida                  | ahi               |
| 아미스어           | tamdaw                   | luma                | wacu          | lalan         | cidal           | faroh         | kita                                | uman                   | namal             |
| 푸유마어           | taw                      | rumah               | soan          | dalan         | wari            | vekar         | mi                                  | amanai                 | apue, asi         |
| 타갈로그어         | tao                      | bahay               | aso           | daan          | araw            | bago          | tayo / kami                         | ano                    | apoy              |
| 중부 비콜어        | táwo                     | harong              | áyam          | dálan         | aldaw           | bâgo          | kitá                                | anó                    | kalayó            |
| 링코나다 비콜어    | tawō                     | baləy               | ayam          | raran         | aldəw           | bāgo          | kitā                                | onō                    | kalayō            |
| 와라이어           | tawo                     | balay               | ayam, ido     | dalan         | adlaw           | bag-o         | kita                                | anu                    | kalayo            |
| 세부어             | tawo                     | balay               | iro           | dalan         | adlaw           | bag-o         | kita                                | unsa                   | kalayo            |
| 힐리가이논어       | tawo                     | balay               | ido           | dalan         | adlaw           | bag-o         | kita                                | ano                    | kalayo            |
| 아클라논어         | tawo                     | baeay               | ayam          | daean         | adlaw           | bag-o         | kita                                | ano                    | kaeayo            |
| 카라이아어         | tawo                     | balay               | ayam          | dalan         | adlaw           | bag-o         | kita                                | ano                    | kalayo            |
| 타우수그어         | tau                      | bay                 | iru'          | dan           | adlaw           | ba-gu         | kitaniyu                            | unu                    | kayu              |
| 마라나오어         | taw                      | walay               | aso           | lalan         | gawi'e          | bago          | tano                                | tonaa                  | apoy              |
| 팜팡가어           | táu                      | balé                | ásu           | dálan         | aldó            | báyu          | íkatamu                             | nánu                   | apî               |
| 팡가시난어         | too                      | abong               | aso           | dalan         | ageo            | balo          | sikatayo                            | anto                   | pool              |
| 일로코어           | tao                      | balay               | aso           | dalan         | aldaw           | baro          | datayo                              | ania                   | apoy              |
| 이바탄어           | tao                      | vahay               | chito         | rarahan       | araw            | va-yo         | yaten                               | ango                   | apoy              |
| 이바나그어         | tolay                    | balay               | kitu          | dalan         | aggaw           | bagu          | sittam                              | anni                   | afi               |
| 요가드어           | tolay                    | binalay             | atu           | daddaman      | agaw            | bagu          | sikitam                             | gani                   | afuy              |
| 갓당어             | tolay                    | balay               | atu           | dallan        | aw              | bawu          | ikkanetam                           | sanenay                | afuy              |
| 트볼리어           | tau                      | gunu                | ohu           | lan           | kdaw            | lomi          | tekuy                               | tedu                   | ofih              |
| 룬바왕어           | lemulun/lun              | ruma'               | uko'          | dalan         | eco             | beruh         | teu                                 | enun                   | apui              |
| 말레이어           | orang                    | rumah, balai        | anjing        | jalan         | hari            | baru          | kita                                | apa, anu               | api               |
| 고대 자와어        | wwang                    | umah                | asu           | dalan         | dina            | hañar, añar   | kami                                | apa, aparan            | apuy, agni        |
| 자와어             | uwong, tiyang, priyantun | omah, griya, dalem  | asu, sĕgawon  | dalan, gili   | dina, dinten    | anyar, énggal | awaké dhéwé, kula panjenengan       | apa, punapa            | gĕni, latu, brama |
| 순다어             | urang                    | imah                | anjing        | jalan         | poe             | anyar, enggal | arurang                             | naon                   | seuneu            |
| 아체어             | ureuëng                  | rumoh, balè, seuëng | asèë          | röt           | uroë            | barô          | (geu)tanyoë                         | peuë                   | apui              |
| 미낭카바우어       | urang                    | rumah               | anjiang       | labuah, jalan | hari            | baru          | awak                                | apo                    | api               |
| 르장어             | tun                      | umêak               | kuyuk         | dalên         | bilai           | blau          | itê                                 | jano, gen, inê         | opoi              |
| 람풍어             | jelema                   | lamban              | kaci          | ranlaya       | khani           | baru          | kham                                | api                    | apui              |
| 부기어             | tau                      | bola                | asu           | laleng        | esso            | baru          | idi'                                | aga                    | api               |
| 트무안어           | uwang, eang              | gumah, umah         | anying, koyok | jalan         | aik, haik       | bahauk        | kitak                               | apak                   | apik              |
| 토바바탁어         | halak                    | jabu                | biang         | dalan         | ari             | baru          | hita                                | aha                    | api               |
| 빠따니 말레이어    | oghe                     | ghumoh, dumoh       | anjing        | jale          | aghi            | baghu         | kito                                | gapo                   | api               |
| 차모로어           | taotao/tautau            | guma'               | ga'lågu       | chålan        | ha'åni          | nuebu         | hita                                | håfa                   | guåfi             |
| 모투어             | tau                      | ruma                | sisia         | dala          | dina            | matamata      | ita, ai                             | dahaka                 | lahi              |
| 마오리어           | tangata                  | whare               | kurī          | ara           | rā              | hou           | tāua, tātou/tātau māua, mātou/mātau | aha                    | ahi               |
| 투발루어           | toko                     | fale                | kuli          | ala, tuu      | aso             | fou           | tāua                                | a                      | afi               |
| 하와이어           | kanaka                   | hale                | 'īlio         | ala           | ao              | hou           | kākou                               | aha                    | ahi               |
| 반자르어           | urang                    | rūmah               | hadupan       | heko          | hǎri            | hanyar        | kami                                | apa                    | api               |
| 말라가시어         | olona                    | trano               | alika         | lalana        | andro           | vaovao        | isika                               | inona                  | afo               |
| 두순어             | tulun                    | walai, lamin        | tasu          | ralan         | tadau           | wagu          | tokou                               | onu/nu                 | tapui             |
| 해안 카다잔어      | tuhun                    | hamin               | tasu          | lahan         | tadau           | vagu          | tokou                               | onu, nunu              | tapui             |
| 룽우스어           | tulun, tulzun            | valai, valzai       | tasu          | dalan         | tadau           | vagu          | tokou                               | nunu                   | tapui, apui       |
| 탐바누오어         | lobuw                    | waloi               | asu           | ralan         | runat           | wagu          | toko                                | onu                    | apui              |
| 이반어             | orang, urang             | rumah               | ukui, uduk    | jalai         | hari            | baru          | kitai                               | nama                   | api               |
| 사라왁 말레이어    | orang                    | rumah               | asuk          | jalan         | ari             | baru          | kita                                | apa                    | api               |
| 트렝가누 말레이어  | oghang                   | ghumoh, dumoh       | anjing        | jalang        | aghi            | baghu         | kite                                | mende, ape, gape, nape | api               |
| 카나이튼어         | urakng                   | rumah               | asu'          | jalatn        | ari             | baru          | kami', diri'                        | ahe                    | api               |

## 분류

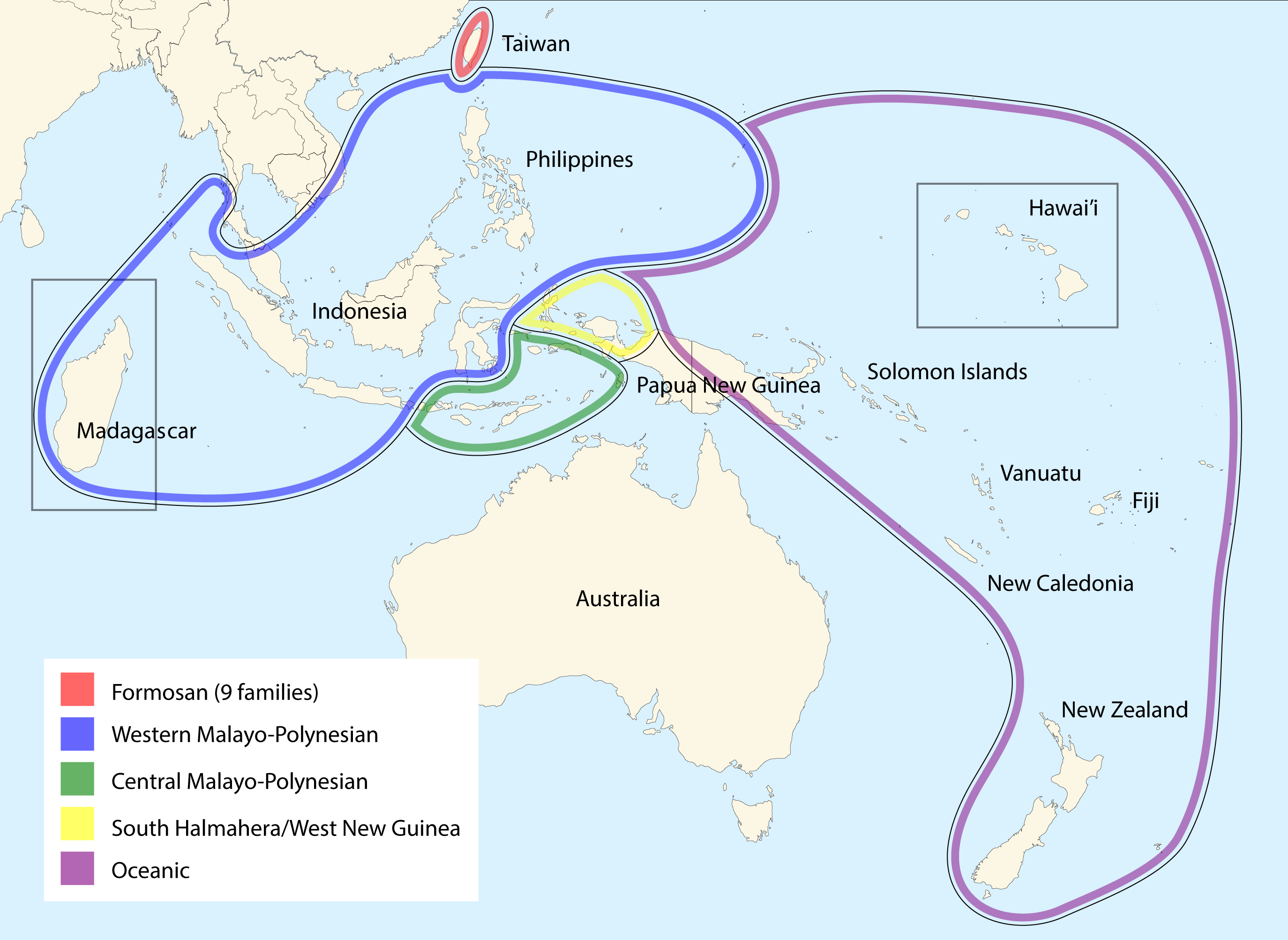
Blust (1999)에 따른 오스트로네시아어족의 분포

오스트로네시아어족의 내적 계통 관계는 복잡하다. 방언연속체나 서로 유사하고 가까운 언어들이 아주 많아서, 분기군 간의 경계를 긋기가 힘들다. 그렇지만 계통적 다양성이 대만 제어 사이에서 가장 크고, 태평양 섬의 언어들 사이에서 가장 작은 것은 분명하므로, 오스트로네시아어족은 대만이나 중국 지역에서 퍼져나갔다고 볼 수 있다. 이 사실을 반영한 최초의 포괄적인 분류는 Dyen (1965)이다.
대만 제어의 분류, 나아가 오스트로네시아어족의 기본 어파 분류에 기간이 되는 저술은 Blust (1999)이다. 세부사항에 대해 저명한 대만어 전공자들 간에 이견이 있기도 하지만, 이 분류는 현재의 언어학적 분석에 있어서 전거의 역할을 하며, 그 내용은 아래에 제시되어 있다. 말레이폴리네시아어파는 오스트로네시아조어의 *t, *C와 *n, *N가 각각 /t/와 /n/으로 합류한 점, *S가 /h/로 변화한 점, 다른 타이완 제어에서는 나타나지 않는 *lima '다섯' 등의 어휘를 보유한 점을 들어 블러스트의 동타이완어파에 포함시키기도 한다.
오스트로네시아어족 언어들이 빠르게 광대한 영역으로 퍼져나감으로써 계통 관계가 뚜렷하지 않은 여러 어군들이 지역마다 생겨난 큰 이주 사건이 두 번 있었던 것으로 보인다. 첫 번째는 필리핀, 인도네시아, 멜라네시아에 분포하는 말레이폴리네시아어파의 이주이다. 중동말레이폴리네시아어군 언어들의 유사성은 계통적으로 가까워서가 아니라 비오스트로네시아계 기층 언어들의 강한 영향을 받아 나타난 것이다. 두 번째는 폴리네시아와 미크로네시아로 퍼져나간 오세아니아어군의 이주이다.(Greenhill, Blust & Gray 2008).
말레이폴리네시아어파 말고도 13개의 대만 어파들이 널리 인정된다. 논란은 주로 이 어파들 간의 관계에 초점을 맞춘다. 이 문서에서 제시된 분류 체계 가운데, Blust (1999)에서는 두 어파를 서부평원어파로, 다른 두 어파를 북서대만어파로, 세 어파를 동대만어파로 묶으며, 이에 더해 Li (2008)에서는 다른 다섯 어파를 북타이완어파로 묶는다. 오스트로네시아어족 기초 어휘 데이터베이스 (2008)에서는 북대만어파는 수용하나 동대만어파는 기각하며, (서로 매우 다른 언어들인) 초우어파와 루카이어를 하나로 묶고, 말레이폴리네시아어파를 파이완어와 함께 파이완어파로 묶는다. Ross (2009)에서는 초우어파를 폐기하고, 초우어, 루카이어, 푸유마어를 현재 재구된 오스트로네시아조어의 영역 밖에 배치한다.
다른 연구에서는 파이완어파, 푸유마어, 부눈어, 아미스어, 말레이폴리네시아어파를 하나로 묶을 만한 음운론적 근거를 제시했으나, 어휘 대응에서는 이러한 관계가 나타나지 않는다. 동대만 민족인 바사이인, 크바란인, 아미스인은 "시나사이" 또는 "사나사이"라고 하는 섬에서 이주했다는 고향 모티프를 공유한다. (Li 2004). 특히 아미스인들은 그들이 동쪽에서 왔고, 정착한 지역에 원래 살던 푸유마인들이 자신들을 복속시켰다고 주장한다.

### 블러스트 (1999)
- 초우어파
  - 초우어 (鄒語 쩌우어)
  - 사아로아어 (拉阿魯哇語 라아루와어)

Blust (1999)에 따른 중국인의 대만 진출 이전 대만 제어의 분포

  - 카나카나부어 (卡那卡那富語 카나카나푸어)
- 서부평원어파
  - 사오어 (邵語 사오어)
  - 중서부평원어군
    - 바부자어 (巴布薩語 바부싸어)
    - 파포라어 (巴布拉語 바부라어), 호아냐어 (洪雅語 훙야어)
- 북서대만어파
  - 사이시야트어 (賽夏語 싸이샤어)
  - 파제흐어 (巴宰語 바짜이어)
- 아타얄어파
  - 아타얄어 (泰雅語 타이야어)
  - 세에디크어 (賽德克語 싸이더커어)
- 동대만어파
  - 북부 (크바란어군)
    - 바사이어 (巴賽語 바싸이어)
    - 크바란어 (噶瑪蘭語 가마란어)
    - 케타갈란어 (凱達格蘭語 카이다거란어)

  - 중부 (아미스어군)
    - 아미스어 (阿美語 아메이어)
    - 사키자야어 (撒奇萊雅語 사치라이야어)

  - 시라야어 (西拉雅語 시라야어)
- 부눈어 (布農語 부눙어)
- 루카이어 (魯凱語 루카이어)
- 푸유마어 (卑南語 베이난어)
- 파이완어 (排灣語 파이완어)
- 말레이폴리네시아어파

### 리 (2008)

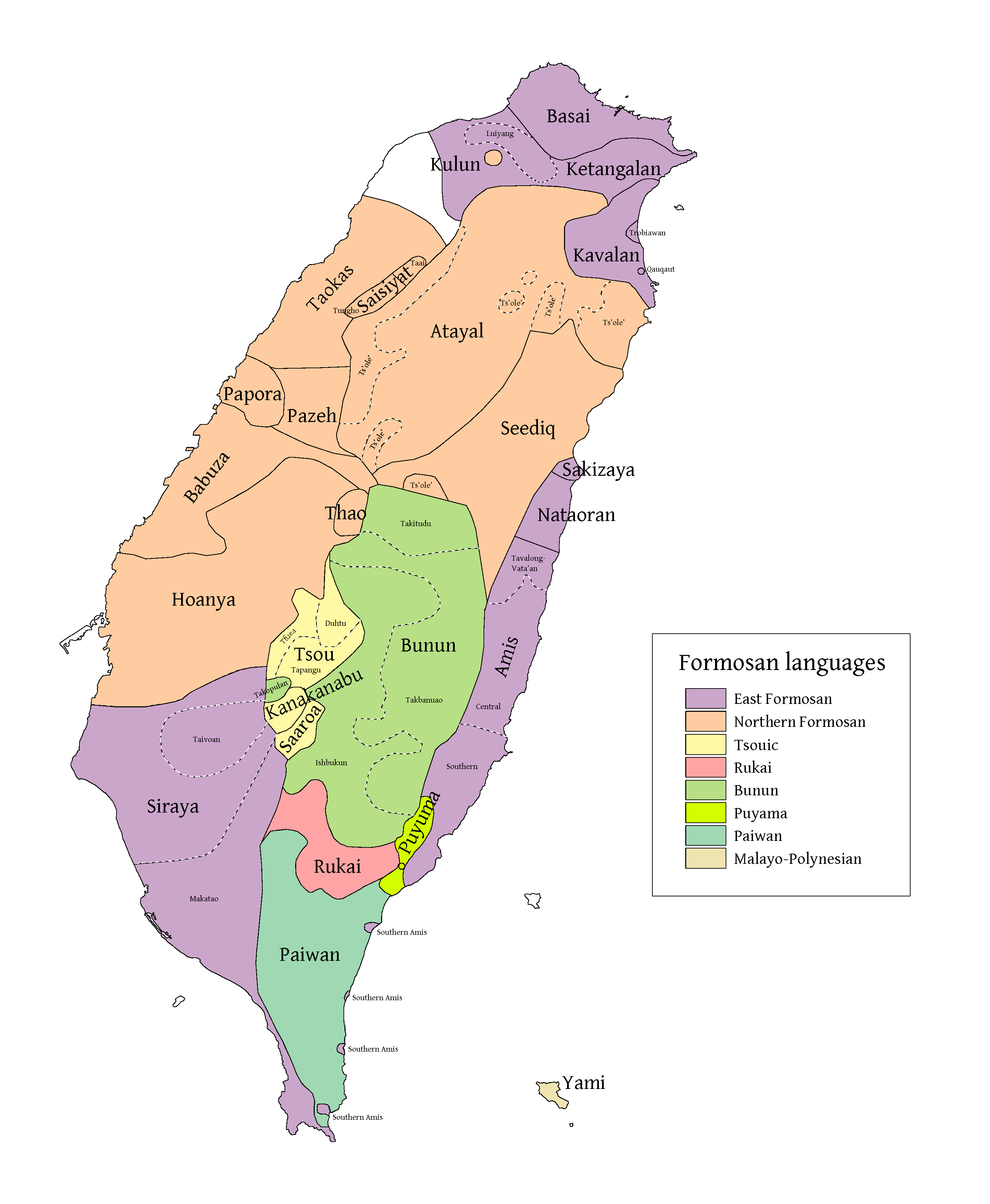
Li (2008)에 따른 중국인의 대만 진출 이전 대만 제어의 분포. 녹색으로 표시된 언어들(부눈어, 푸유마어, 파이완어)은 남대만어파를 이룰 가능성이 있으나 확실치 않음.

이 분류는 블러스트의 동대만어파를 유지하고, 북부 지방의 나머지 언어들을 하나로 묶었다. 리 런구이는 Starosta (1995)의 모형을 따라 대만조어(F0)를 설정하고 오스트로네시아조어(PAN)와 동일시했다. 루카이어의 위치가 논란거리이기는 하나, 루카이어와 초우어파는 서로 크게 다르다고 본다.
- F0: 대만어족 = 오스트로네시아어족
  - 루카이어
  - F1
    - 중앙어파 (초우어파)
      - 초우어
      - 남초우어군
        - 사아로아어
        - 카나카나부어

    - F2
      - 북대만어파
        - 북서대만어군 (평원)
          - 사이시야트어, 쿨론어, 파제흐어
          - 서대만어군
            - 사오어
            - 서안: 파포라어, 호아냐어, 바부자어, 타오카스어

        - 아타얄어군
          - 아타얄어
          - 세에디크어

      - 동대만어파
        - 크바란어, 바사이어
        - 시라야어, 아미스어

      -  ?남대만어군 (불확실)
        - 부눈어
        - 파이완어, 푸유마어 (불확실)

      - 말레이폴리네시아어파

### 로스 (2009)
2009년 맬컴 로스는 다양한 타이완 제어의 형태론적 특징을 바탕으로 오스트로네시아어족의 새로운 분류를 제시했다. 로스는 현재의 오스트로네시아조어 재구가 사실은 중간 단계에 해당한다고 주장하며, 이 단계를 "핵심 오스트로네시아 조어"라고 이름붙였다. 로스는 또한 초우어파 언어들이 단일 분기군을 이루지 않는다고 보고, 남초우어군으로 분류되었던 카나카나부어와 사아로아어를 다른 어파로 재분류했다. 이는 Chang (2006)에서 초우어파가 유효한 분류군이 아니라는 주장과 결을 같이한다.
- 루카이어
- 푸유마어
- 초우어
- 핵심 오스트로네시아어족: 사아로아어 및 카나카나부어가 초우어파가 아니라는 것을 제외하면 하위 분류는 언급되지 않음.

## 다른 어족과의 관계
오스트로네시아어족은 대만이 원향(原鄕)인 것으로 추정된다. 이후 분기되어 대만 내의 제어(諸語)와 그 바깥 지역의 말레이폴리네시아어파로 구분된다.
오스트로아시아어족과 오스트로네시아어족을 오스트로어족이라는 하나의 대어족으로 묶으려는 시도가 있다. 대부분은 유형론적 증거를 기반으로 한 주장이지만, 전자의 보수적인 분기군인 니코바르어파와 필리핀의 오스트로네시아어족 언어들 간에 형태론적인 관련성이 있다는 증거도 있다.
이에 맞서 태국어가 속한 크라다이어족을 오스트로네시아어족과 연결시키려는 시도가 있는데 이를 오스트로타이 가설이라고 한다. 전통적인 비교 방법론에 입각한 오스트로타이 가설은 폴 베네딕트가 처음 제안했으며, 위라 오사타피랏, 로저 블렌치, 로랑 사가르 등의 지지를 받고 있다. Ostapirat (2005)에서는 두 어족을 연결시키는 규칙적인 대응 관계들을 제시하며, 원향인 중국에 남은 오스트로네시아인들이 크라다이조어 화자로 갈라져 나왔다고 주장한다. Blench (2004)에서는 "만약" 이 연결이 타당하다면, 두 어족이 동등하게 하나의 조어에서 갈라져 나왔을 가능성은 적다고 보았다. 크라다이조어 화자들은 필리핀 북부에서 하이난섬으로 이주했다가 대륙부 아시아로 돌아온 오스트로네시아인들이고, 크라다이어족만의 특징은 몽몐어족과 중국어파 언어들과의 접촉을 통해 급격하게 재구조화된 결과라는 것이다. 베네딕트는 오스트로타이 가설을 확장해 일본어족을 추가했다. 프랑스의 언어학자이자 중국학자 로랑 사가르는 이에 더해 오스트로네시아어족이 중국티베트어족과도 친연 관계가 있다고 본다. 사가르는 또한 오스트로네시아어족을 순환적인 방식으로 분류하여, 크라다이어족을 말레이폴리네시아어파의 자매 분기군으로 설정했다. 동료 학자들은 사가르가 사용한 방법론이 겉보기에만 그럴 듯하다고 여긴다.
베네딕트 (1990), 마쓰모토 (1975), 밀러 (1967) 등을 위시한 언어학자들은 일본어족이 오스트로네시아어족과 계통상 관련이 있다고 주장하기도 했다. 또 다른 언어학자들은 일본어가 오스트로네시아어족과 계통상 관련이 있다기보다는, 오스트로네시아계 기층 언어나 인접 언어의 영향을 받았다고 보는 것이 더 그럴 듯하다고 주장한다. 이러한 가설을 제시하는 학자들은 오스트로네시아어족이 남쪽뿐 아니라 북쪽의 섬들에도 퍼져나갔었다고 여긴다. 2017년 마르티너 로베이츠는 일본어가 "트랜스유라시아어족"(대알타이어족)에 속하지만, 오스트로네시아조어의 가상의 자매 언어인 "유사오스트로네시아어"로부터 어휘 방면으로 영향을 받았다고 주장했다. 2009년 언어학자 앤 쿠마르는 일부 오스트로네시아인들, 아마도 자와섬 출신의 지배계층이 일본으로 이주해 일본 사회의 위계 구조를 만들었다고 주장했으며, 오스트로네시아어족과 일본어 간에 82가지 동근어 후보를 제시했다. 2011년 이타바시 요시조는 일본어와 오스트로네시아어족이 계통상 관련이 있다는 강력한 증거를 찾았다고 주장했다. 이타바시는 음운론뿐 아니라 형태론, 통사론, 어휘까지 유사하며, 또한 이러한 증거를 통해 두 어족 간에 강한 계통적 관련성이 있다는 가정을 할 수 있다고 주장한다.
최근 오스트로네시아어족과 옹게조어가 공통 조상 언어의 후손이라는 주장이 제기되었다(Blevins 2007). 그러나 이러한 관점은 주류 언어학계에서는 받아들여지지 않으며 논란의 소지가 다분하다. 2014년 로버트 블러스트는 블레빈스의 가설이 설득력 없으며, 우연적인 유사성과 방법론적으로 잘못된 비교에 기반해 있다며 이 가설을 기각했다.

## 참고 문헌
- Blust, Robert (1985). “The Austronesian Homeland: A Linguistic Perspective”. 《Asian Perspectives》 26: 46–67.
- Blust, Robert (1999). 〈Subgrouping, circularity and extinction: some issues in Austronesian comparative〉.   Zeitoun, E.; Li, P.J.K. 《Selected papers from the Eighth International Conference on Austronesian Linguistics》. Taipei: Academia Sinica. 31–94쪽.
- Dyen, Isidore (1965). “A Lexicostatistical classification of the Austronesian languages”. 《International Journal of American Linguistics》 (Memoir 19).
- Greenhill, S.J.; Blust, R.; Gray, R.D. (2008). “The Austronesian Basic Vocabulary Database: From Bioinformatics to Lexomics”. 《Evolutionary Bioinformatics》 (Sage Publications) 4: 271–283. doi:10.4137/EBO.S893. PMC 2614200. PMID 19204825.
- Li, Paul Jen-kuei (2004). “Origins of the East Formosans:Basay, Kavalan, Amis, and Siraya” (PDF). 《Language and Linguistics》 5 (2): 363–376. 2019년 4월 18일에 원본 문서 (PDF)에서 보존된 문서. 2019년 6월 15일에 확인함.
- Li, Paul Jen-kuei (2008). 〈Time perspective of Formosan Aborigines〉.   Sanchez-Mazas, Alicia; Blench, Roger; Ross, Malcolm D.; Peiros, Ilia; Lin, Marie. 《Past human migrations in East Asia: matching archaeology, linguistics and genetics》. London: Routledge. 211–218쪽.
- Ostapirat, Weera (2005). 〈Kra–Dai and Austronesian: Notes on phonological correspondences and vocabulary distribution〉.   Laurent, Sagart; Blench, Roger; Sanchez-Mazas, Alicia. 《The Peopling of East Asia: Putting Together Archaeology, Linguistics and Genetics》. London: Routledge Curzon. 107–131쪽.
- Ross, John (2002). 〈Final words: research themes in the history and typology of western Austronesian languages〉.   Wouk, Fay; Malcolm, Ross. 《The history and typology of Western Austronesian voice systems》. Canberra: Pacific Linguistics. 451–474쪽.
- Ross, Malcolm (2009). 〈Proto Austronesian verbal morphology: a reappraisal〉.   Adelaar, K. Alexander; Pawley, Andrew. 《Austronesian Historical Linguistics and Culture History: A Festschrift for Robert Blust》. Canberra: Pacific Linguistics. 295–326쪽.